# Landtagswahl in Baden-Württemberg 1992
- SPD: 46
- Grüne: 13
- FDP/DVP: 8
- CDU: 64
- REP: 15

Die Landtagswahl in Baden-Württemberg 1992 fand am 5. April parallel zur Landtagswahl in Schleswig-Holstein statt. Sie führte nach 20 Jahren Alleinregierung zu einem Verlust der absoluten Mehrheit für die CDU, zu einer Schwächung der beiden großen Volksparteien, insbesondere der CDU, und zum erstmaligen Einzug der Republikaner in den Landtag.

## Ausgangslage
Bei der Landtagswahl 1988 hatte die CDU unter Führung des langjährigen Ministerpräsidenten Lothar Späth trotz leichter Stimmverluste ihre seit 1972 bestehende absolute Mehrheit verteidigt. Am 13. Januar 1991 trat Späth infolge der Traumschiff-Affäre von seinem Amt als Ministerpräsident zurück. Sein Nachfolger wurde der bisherige CDU-Fraktionschef Erwin Teufel. Spitzenkandidat der SPD war – wie bereits 1988 – Fraktionschef Dieter Spöri.

## Wahlergebnis
Die Wahl hatte folgendes Ergebnis:
| Wahlberechtigte   | 7.154.575          |
| Wähler            | 5.014.446          |
| Wahlbeteiligung   | 70,1 %             |
| Gültige Stimmen   | 4.949.199 (98,7 %) |
| Ungültige Stimmen | 65.247 (1,3 %)     |

| Partei         | Stimmen absolut | Stimmen in % | Kreis- wahl- vor- schläge | Erst- mandate | Zweit- mandate | Sitze gesamt | Sitze 1988 | Diffe- renz |
| -------------- | --------------- | ------------ | ------------------------- | ------------- | -------------- | ------------ | ---------- | ----------- |
| CDU            | 1.960.016       | 39,6         | 70                        | 64            |                | 64           | 66         | -2          |
| SPD            | 1.454.477       | 29,4         | 70                        | 6             | 40             | 46           | 42         | +4          |
| REP            | 539.014         | 10,9         | 70                        |               | 15             | 15           |            | +15         |
| GRÜNE          | 467.781         | 9,5          | 70                        |               | 13             | 13           | 10         | +3          |
| FDP/DVP        | 291.199         | 5,9          | 70                        |               | 8              | 8            | 7          | +1          |
| ÖDP            | 93.604          | 1,9          | 70                        |               |                |              |            |             |
| NPD            | 44.416          | 0,9          | 63                        |               |                |              |            |             |
| GRAUE          | 28.719          | 0,6          | 33                        |               |                |              |            |             |
| PBC            | 27.272          | 0,6          | 44                        |               |                |              |            |             |
| DLVH           | 23.255          | 0,5          | 43                        |               |                |              |            |             |
| CM             | 1.577           | 0,0          | 5                         |               |                |              |            |             |
| DKP            | 794             | 0,0          | 2                         |               |                |              |            |             |
| LIGA           | 644             | 0,0          | 1                         |               |                |              |            |             |
| AFP            | 595             | 0,0          | 2                         |               |                |              |            |             |
| NO             | 183             | 0,0          | 2                         |               |                |              |            |             |
| Einzelbewerber | 15.653          | 0,3          | 4                         |               |                |              |            |             |

|                                 | Regierungsbezirk Stuttgart                                                                                                | Regierungsbezirk Stuttgart                                                                                                | Regierungsbezirk Stuttgart                                                                                                | Regierungsbezirk Stuttgart                                                                                                | Regierungsbezirk Stuttgart                                                                                                | Regierungsbezirk Karlsruhe                      | Regierungsbezirk Karlsruhe                      | Regierungsbezirk Karlsruhe                      | Regierungsbezirk Karlsruhe                      | Regierungsbezirk Karlsruhe                      | Regierungsbezirk Freiburg                      | Regierungsbezirk Freiburg                      | Regierungsbezirk Freiburg                      | Regierungsbezirk Freiburg                      | Regierungsbezirk Freiburg                      | Regierungsbezirk Tübingen                      | Regierungsbezirk Tübingen                      | Regierungsbezirk Tübingen                      | Regierungsbezirk Tübingen                      | Regierungsbezirk Tübingen                      |
| Anzahl/ Stimmen                 | % | Kreis- wahl- vor- schläge                                                                                                 | Direkt- man- date | Sitze | Anzahl/ Stimmen | %                                               | Kreis- wahl- vor- schläge                       | Direkt- man- date                               | Sitze                                           | Anzahl/ Stimmen                                 | %                                              | Kreis- wahl- vor- schläge                      | Direkt- man- date                              | Sitze                                          | Anzahl/ Stimmen                                | %                                              | Kreis- wahl- vor- schläge                      | Direkt- man- date                              | Sitze                                          |                                                |
| ------------------------------- | --- | --- | --- | --- | --- | ----------------------------------------------- | ----------------------------------------------- | ----------------------------------------------- | ----------------------------------------------- | ----------------------------------------------- | ---------------------------------------------- | ---------------------------------------------- | ---------------------------------------------- | ---------------------------------------------- | ---------------------------------------------- | ---------------------------------------------- | ---------------------------------------------- | ---------------------------------------------- | ---------------------------------------------- | ---------------------------------------------- |
| Wahlberechtigte                 | 2.630.297 | | | | | 1.868.337                                       |                                                 |                                                 |                                                 |                                                 | 1.473.007                                      |                                                |                                                |                                                |                                                | 1.182.934                                      |                                                |                                                |                                                |                                                |
| Wähler                          | 1.913.028 | 72,7 | | | | 1.289.792                                       | 69,0                                            |                                                 |                                                 |                                                 | 980.889                                        | 66,6                                           |                                                |                                                |                                                | 830.737                                        | 70,2                                           |                                                |                                                |                                                |
| Gültige Stimmen                 | 1.890.915 | 98,8 | | | | 1.270.694                                       | 98,5                                            |                                                 |                                                 |                                                 | 966.513                                        | 98,5                                           |                                                |                                                |                                                | 821.077                                        | 98,8                                           |                                                |                                                |                                                |
|                                 | | | | | |                                                 |                                                 |                                                 |                                                 |                                                 |                                                |                                                |                                                |                                                |                                                |                                                |                                                |                                                |                                                |                                                |
| CDU                             | 696.113 | 36,8 | 26 | 24 | 24 | 499.896                                         | 39,3                                            | 19                                              | 17                                              | 17                                              | 403.069                                        | 41,7                                           | 14                                             | 12                                             | 12                                             | 360.938                                        | 44,0                                           | 11                                             | 11                                             | 11                                             |
| SPD                             | 555.448 | 29,4 | 26 | 2 | 19 | 396.293                                         | 31,2                                            | 19                                              | 2                                               | 13                                              | 292.833                                        | 30,3                                           | 14                                             | 2                                              | 8                                              | 209.903                                        | 25,6                                           | 11                                             |                                                | 6                                              |
| REP                             | 238.591 | 12,6 | 26 | | 8 | 144.837                                         | 11,4                                            | 19                                              |                                                 | 4                                               | 65.749                                         | 6,8                                            | 14                                             |                                                | 1                                              | 89.837                                         | 10,9                                           | 11                                             |                                                | 2                                              |
| Grüne                           | 185.633 | 9,8 | 26 | | 6 | 113.807                                         | 9,0                                             | 19                                              |                                                 | 3                                               | 96.525                                         | 10,0                                           | 14                                             |                                                | 2                                              | 71.816                                         | 8,7                                            | 11                                             |                                                | 2                                              |
| FDP/DVP                         | 127.141 | 6,7 | 26 | | 4 | 66.297                                          | 5,2                                             | 19                                              |                                                 | 2                                               | 54.071                                         | 5,6                                            | 14                                             |                                                | 1                                              | 43.690                                         | 5,3                                            | 11                                             |                                                | 1                                              |
| ÖDP                             | 29.450 | 1,6 | 26 | | | 19.888                                          | 1,6                                             | 19                                              |                                                 |                                                 | 21.753                                         | 2,3                                            | 14                                             |                                                |                                                | 22.513                                         | 2,7                                            | 11                                             |                                                |                                                |
| NPD                             | 15.290 | 0,8 | 26 | | | 14.973                                          | 1,2                                             | 18                                              |                                                 |                                                 | 6.838                                          | 0,7                                            | 8                                              |                                                |                                                | 7.315                                          | 0,9                                            | 11                                             |                                                |                                                |
| Graue                           | 13.342 | 0,7 | 15 | | | 1.691                                           | 0,1                                             | 2                                               |                                                 |                                                 | 6.888                                          | 0,7                                            | 7                                              |                                                |                                                | 6.798                                          | 0,8                                            | 9                                              |                                                |                                                |
| PBC                             | 6.946 | 0,4 | 10 | | | 7.019                                           | 0,6                                             | 12                                              |                                                 |                                                 | 8.180                                          | 0,8                                            | 13                                             |                                                |                                                | 5.127                                          | 0,6                                            | 9                                              |                                                |                                                |
| DLVH                            | 6.793 | 0,4 | 16 | | | 3.744                                           | 0,3                                             | 11                                              |                                                 |                                                 | 10.075                                         | 1,0                                            | 9                                              |                                                |                                                | 2.643                                          | 0,3                                            | 7                                              |                                                |                                                |
| CM                              | 268 | 0,0 | 1 | | | 463                                             | 0,0                                             | 2                                               |                                                 |                                                 | 349                                            | 0,0                                            | 1                                              |                                                |                                                | 497                                            | 0,1                                            | 1                                              |                                                |                                                |
| DKP                             | 233 | 0,0 | 1 | | | 561                                             | 0,0                                             | 1                                               |                                                 |                                                 |                                                |                                                | —                                              |                                                |                                                |                                                |                                                | —                                              |                                                |                                                |
| Liga                            | | | — | | | 644                                             | 0,0                                             | 1                                               |                                                 |                                                 |                                                |                                                | —                                              |                                                |                                                |                                                |                                                | —                                              |                                                |                                                |
| AFP                             | 595 | 0,0 | 2 | | |                                                 |                                                 | —                                               |                                                 |                                                 |                                                |                                                | —                                              |                                                |                                                |                                                |                                                | —                                              |                                                |                                                |
| NO                              | | | — | | |                                                 |                                                 | —                                               |                                                 |                                                 | 183                                            | 0,0                                            | 2                                              |                                                |                                                |                                                |                                                | —                                              |                                                |                                                |
| Einzelbewerber                  | 15.072 | 0,8 | 2 | | | 581                                             | 0,0                                             | 2                                               |                                                 |                                                 |                                                |                                                | —                                              |                                                |                                                |                                                |                                                | —                                              |                                                |                                                |
| Überhang- und Ausgleichsmandate | CDU: 6 Überhangmandate SPD: 4 Ausgleichsmandate REP: 1 Ausgleichsmandat Grüne: 1 Ausgleichsmandat FDP: 1 Ausgleichsmandat | CDU: 6 Überhangmandate SPD: 4 Ausgleichsmandate REP: 1 Ausgleichsmandat Grüne: 1 Ausgleichsmandat FDP: 1 Ausgleichsmandat | CDU: 6 Überhangmandate SPD: 4 Ausgleichsmandate REP: 1 Ausgleichsmandat Grüne: 1 Ausgleichsmandat FDP: 1 Ausgleichsmandat | CDU: 6 Überhangmandate SPD: 4 Ausgleichsmandate REP: 1 Ausgleichsmandat Grüne: 1 Ausgleichsmandat FDP: 1 Ausgleichsmandat | CDU: 6 Überhangmandate SPD: 4 Ausgleichsmandate REP: 1 Ausgleichsmandat Grüne: 1 Ausgleichsmandat FDP: 1 Ausgleichsmandat | CDU: 4 Überhangmandate SPD: 3 Ausgleichsmandate | CDU: 4 Überhangmandate SPD: 3 Ausgleichsmandate | CDU: 4 Überhangmandate SPD: 3 Ausgleichsmandate | CDU: 4 Überhangmandate SPD: 3 Ausgleichsmandate | CDU: 4 Überhangmandate SPD: 3 Ausgleichsmandate | CDU: 2 Überhangmandate SPD: 1 Ausgleichsmandat | CDU: 2 Überhangmandate SPD: 1 Ausgleichsmandat | CDU: 2 Überhangmandate SPD: 1 Ausgleichsmandat | CDU: 2 Überhangmandate SPD: 1 Ausgleichsmandat | CDU: 2 Überhangmandate SPD: 1 Ausgleichsmandat | CDU: 2 Überhangmandate SPD: 1 Ausgleichsmandat | CDU: 2 Überhangmandate SPD: 1 Ausgleichsmandat | CDU: 2 Überhangmandate SPD: 1 Ausgleichsmandat | CDU: 2 Überhangmandate SPD: 1 Ausgleichsmandat | CDU: 2 Überhangmandate SPD: 1 Ausgleichsmandat |

Die bisher allein regierende CDU musste Verluste von fast zehn Prozent hinnehmen und verlor damit nach 20 Jahren ihre absolute Mehrheit; auch ein eventuelles Bündnis mit der FDP/DVP hatte keine Mehrheit. Die SPD verlor ebenfalls 2,6 Prozent. Als einer der Gründe für den Einbruch der großen Parteien wird die Asyldebatte gesehen. Die Republikaner erreichten mit 10,9 Prozent ein Ergebnis weit über den Erwartungen und zogen erstmals mit 15 Abgeordneten in den Landtag eines Flächenlandes ein. Eine Allensbach-Umfrage sagte der Partei nur 4,4 bis 5 Prozent voraus. Als Gründe für den Einzug der Republikaner wurden die Unzufriedenheit nach 20 Jahren CDU-Alleinregierung auf der einen Seite und die nicht überzeugende Opposition auf der anderen Seite genannt. Die wichtigste Rolle spielte dabei aber die Asyldebatte.
Die Grünen konnten mit einem Plus von 1,6 Prozent ihr Ergebnis stabilisieren, die FDP/DVP stagnierte bei 5,9 Prozent der Stimmen. Die ÖDP erreichte mit 1,9 Prozent ihr bislang bestes Landtagswahlergebnis außerhalb Bayerns. Die NPD verlor gegenüber der Landtagswahl 1988 1,2 Prozentpunkte und kam nur noch auf 0,9 Prozent der Stimmen.

## Landtag und Landespolitik nach der Wahl
Nach dem überraschenden Wahlausgang wurde eine große Koalition aus CDU und SPD unter Führung von Ministerpräsident Erwin Teufel gebildet, da aufgrund des Einzugs der Republikaner in den Landtag weder ein schwarz-gelbes noch ein rot-grünes Bündnis eine parlamentarische Mehrheit besaß. SPD-Spitzenkandidat Dieter Spöri wurde Wirtschaftsminister und stellvertretender Ministerpräsident.